# Piorunkowice
Piorunkowice (niem. Schweinsdorf, łac. Perunchovitz) – wieś w Polsce położona w województwie opolskim, w powiecie prudnickim, w gminie Prudnik. Historycznie leży na Górnym Śląsku, na ziemi prudnickiej. Położona jest na terenie Wysoczyzny Bialskiej, będącej częścią Niziny Śląskiej. Przepływa przez nią rzeka Ścinawa Niemodlińska.
W latach 1975–1998 miejscowość administracyjnie należała do ówczesnego województwa opolskiego.
Według danych na 2011 wieś była zamieszkana przez 206 osób.

## Geografia

### Położenie
Wieś jest położona w południowo-zachodniej Polsce, w województwie opolskim, około 14 km od granicy z Czechami, na Wysoczyźnie Bialskiej, tuż przy granicy gminy Prudnik z gminą Korfantów. Należy do Euroregionu Pradziad. Leży na terenie Nadleśnictwa Prudnik (obręb Prudnik). Przez granice administracyjne wsi przepływa rzeka Ścinawa Niemodlińska.

### Środowisko naturalne
W Piorunkowicach panuje klimat umiarkowany ciepły. Średnia temperatura roczna wynosi +8,1 °C. Duże zróżnicowanie dotyczy termicznych pór roku. Średnie roczne opady atmosferyczne w rejonie Piorunkowic wynoszą 610 mm. Dominują wiatry zachodnie.

## Nazwa
Nazwa wywodzi się od słowiańskiej nazwy określającej zjawisko atmosferyczne piorun. W kronice łacińskiej Liber fundationis episcopatus Vratislaviensis (pol. Księga uposażeń biskupstwa wrocławskiego) spisanej w latach 1295–1305 miejscowość wymieniona jest w zlatynizowanej formie Perunchovitz. Miejscowość nosiła również niemiecką nazwę Schweinsdorf. W Spisie miejscowości województwa śląsko-dąbrowskiego łącznie z obszarem ziem odzyskanych Śląska Opolskiego wydanym w Katowicach w 1946 wieś wymieniona jest pod polską nazwą Świątniki. 9 września 1947 nadano miejscowości nazwę Piorunkowice.

## Historia

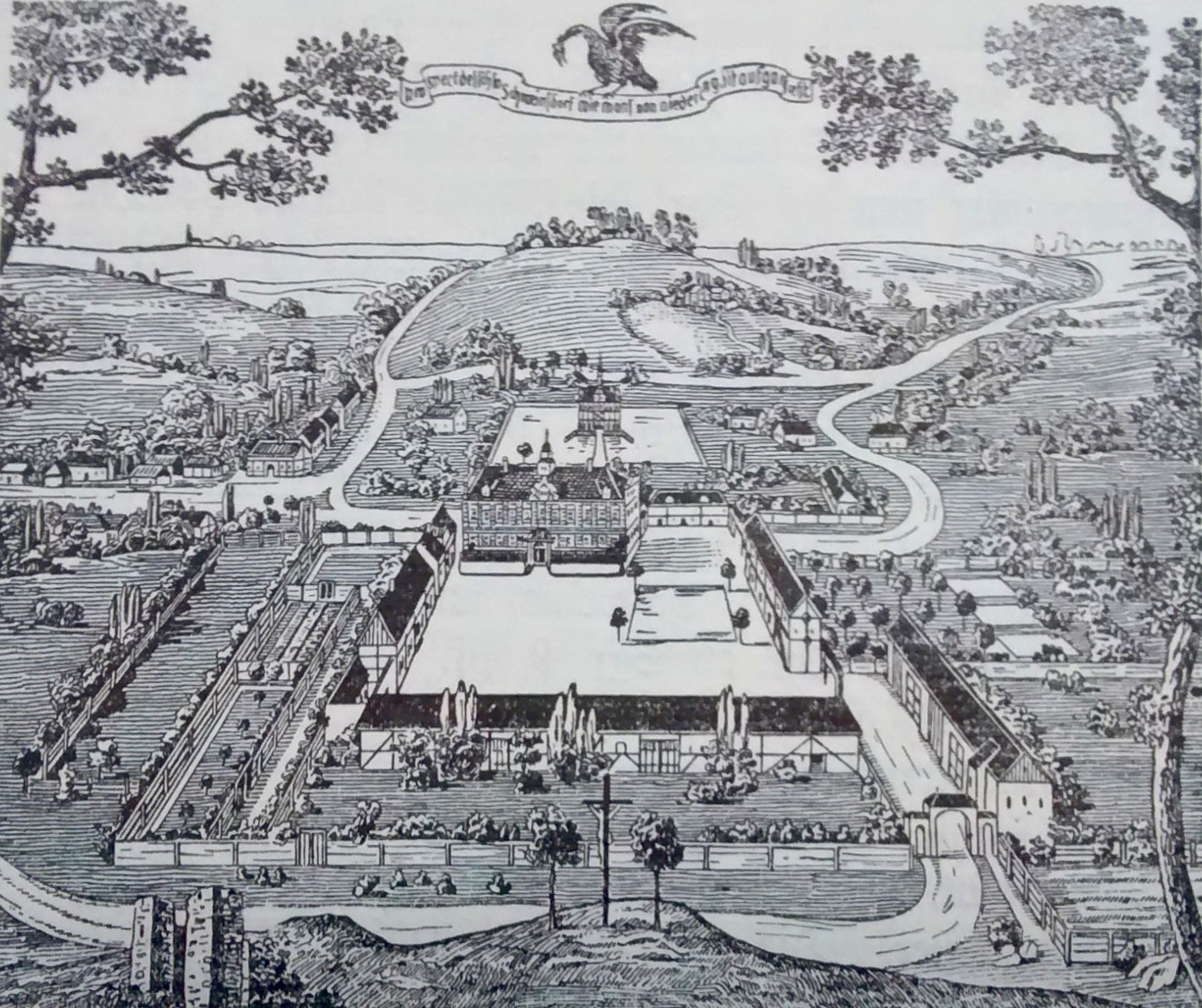
Dwór w Piorunkowicach

Pierwsze wzmianki dotyczące Piorunkowic pochodzą z XIII wieku. Wieś była częścią księstwa opolskiego. Wzdłuż pobliskiej rzeki Ścinawa Niemodlińska przebiegała granica między ziemiami Piastów opolskich a włościami biskupów wrocławskim. Pierwsza wzmianka o zamku „Gryżów” w Piorunkowicach pochodzi z 1358. Według Zbigniewa Bereszyńskiego, zamek zbudowany został w okresie kolonizacji miejscowych terenów pod koniec XIII wieku. Piorunkowicki zamek otrzymał nazwę „Gryżów” od sąsiedniej wsi Gryżów, która leżała na drugim brzegu rzeki i była częścią dóbr kościelnych.
Z dokumentu datowanego na 26 lutego 1337 pochodzi pierwsza wzmianka o kasztelanie zamku w Piorunkowicach – Jaśku (Jenchin). Zamek, wraz z Piorunkowicami, był celem częstych ataków w czasie wojen husyckich. W 1428 został spalony przez husytów, a dwa lata później twierdzę zniszczyły biskupie wojska księstwa nyskiego.

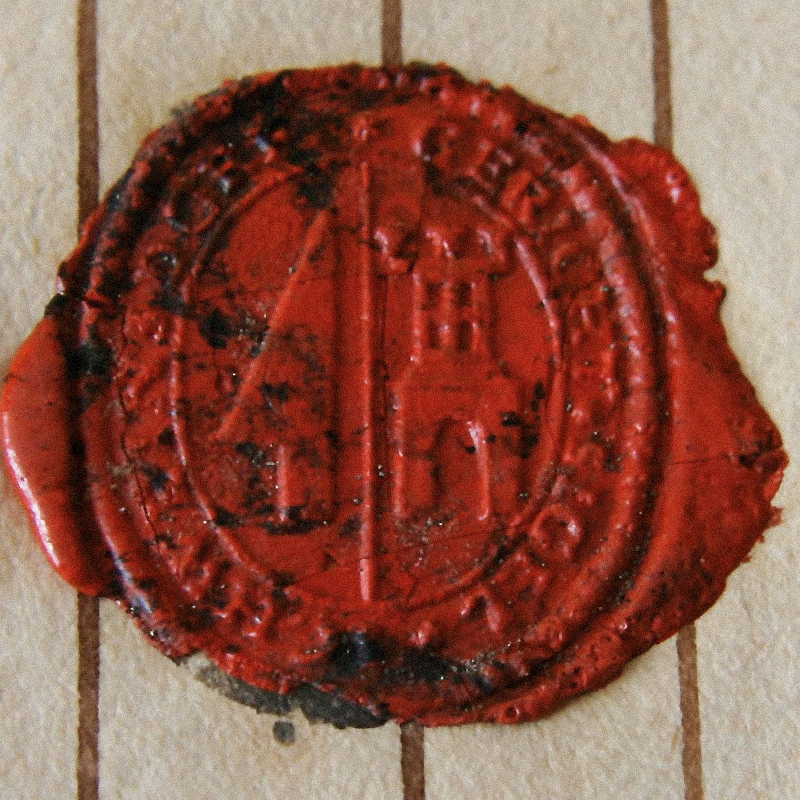
Pieczęć Piorunkowic (1722)

Książę Bolko V, pan księstwa głogówecko-prudnickiego, jeszcze przed 1432, przekazał wieś i zrujnowany zamek krewnym swojej żony (Elżbieta Granowska, pasierbica króla Polski Władysława II Jagiełły) z rodu Beessów. Piorunkowice pozostały w rękach Beessów do XVI wieku. W 1556 bracia Kasper, Ulryk i Jan von Gellhorn z Osieka Grodkowskiego kupili Piorunkowice od Kaspra von Plücklera. Następnie, w 1580 Ulryk odsprzedał miejscowość Jerzemu von Senitz z Rudziczki. W dokumencie z 1590 wspomniana jest Magdalena Bees, wdowa po Jerzym von Senitz – ostatni związek rodu Beessów z Piorunkowicami. W 1589 lub 1590 bracia Baltazar, Jerzy i Krzysztof Mettich zakupili Piorunkowice i dwa folwarki w Rudziczce. W XVII lub XVIII wieku Mettichowie wznieśli pałac w Piorunkowicach. W 1623 Marianna von Mettich wniosła Piorunkowice w wianie hrabiemu Janowi Arbogastowi von und zu Annaberg, ten jednak zmarł w 1645 bezpotomnie, przez co wieś wróciła do rodziny Mettichów.

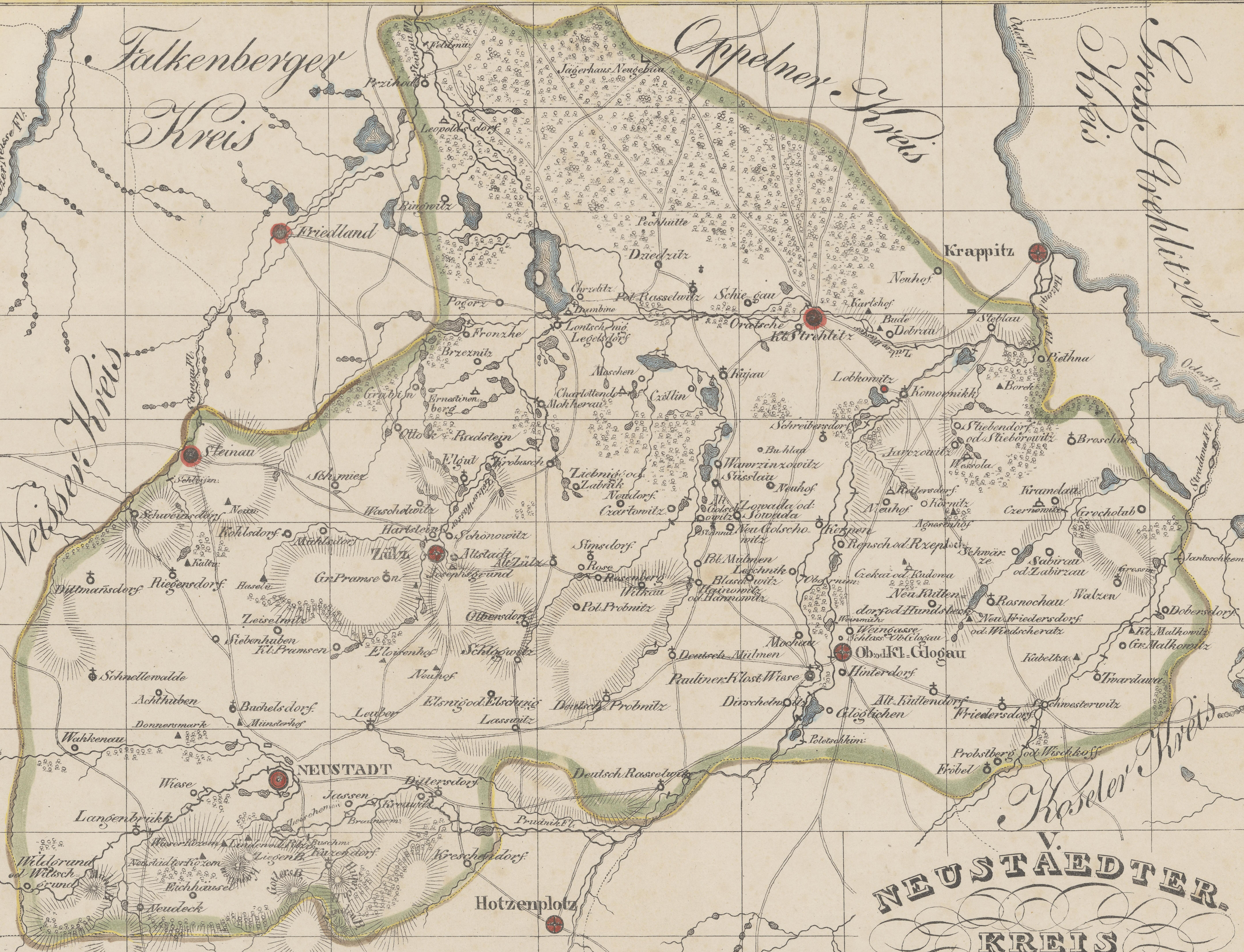
Piorunkowice (Schweinsdorf) wśród miejscowości ziemi prudnickiej na mapie z XIX wieku

Hrabia Jan Józef von Mettich w 1724 sprzedał majątek Radzie Miejskiej Prudnika. Do 1742 wieś należała do powiatu sądowego prudnickiego w Monarchii Habsburgów. Po I wojnie śląskiej znalazła się w granicach Królestwa Prus i weszła w skład powiatu prudnickiego w prowincji Śląsk.

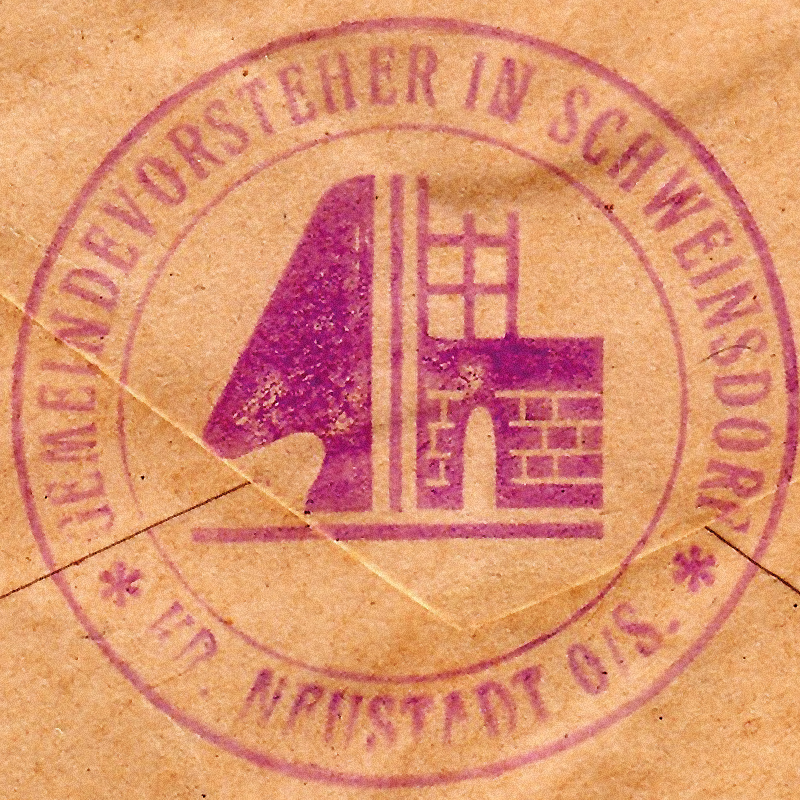
Pieczęć Piorunkowic (1932)

Rada Miejska Prudnika w 1819, ponosząc koszty wojenne, sprzedała Piorunkowice kupcowi Hohlmannowi ze Świdnicy. Od 1838 do 1945 wieś należała do rodziny Wessel. Według Słownika geograficznego Królestwa Polskiego w XIX wieku katolicy z Piorunkowic należeli do parafii w Ścinawie Małej. Wieś posiadała swoją własną pieczęć, która przedstawiała w polu dzielonym w słup po prawej lemiesz, po lewej wieżę zamkową, a w otoku napis: GEMEINDEVORSTEHER IN SCHWEINSDORF / KR. NEUSTADT O/S. (pol. Gmina Piorunkowice / Powiat Prudnicki, Górny Śląsk).

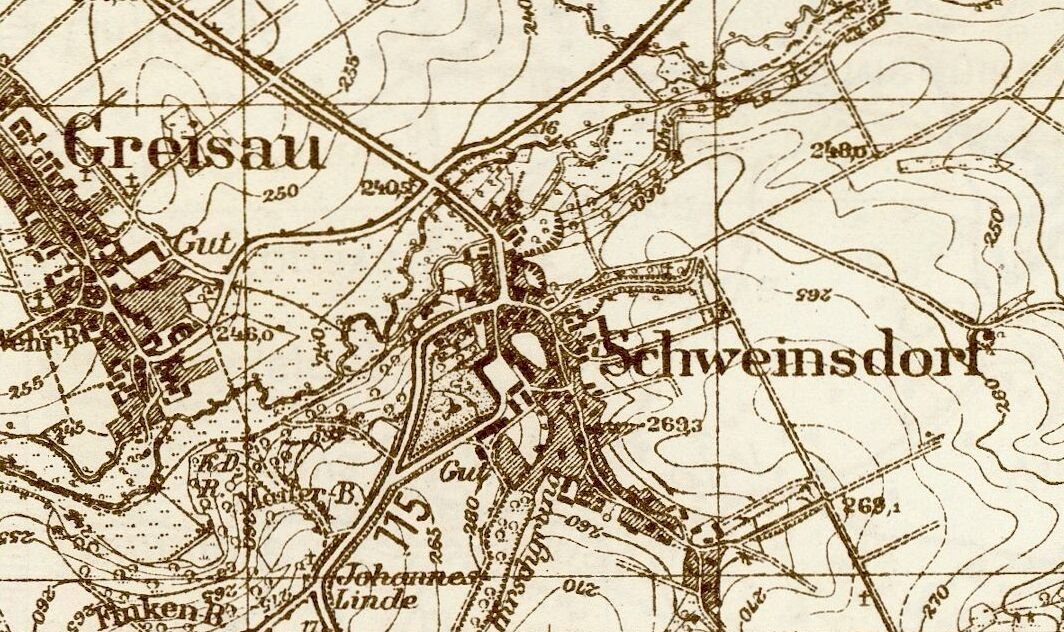
Piorunkowice na mapie z 1930

Według spisu ludności z 1 grudnia 1910, na 319 mieszkańców Piorunkowic wszyscy posługiwali się językiem niemieckim. W 1921 w zasięgu plebiscytu na Górnym Śląsku znalazła się tylko część powiatu prudnickiego. Piorunkowice znalazły się po stronie zachodniej, poza terenem plebiscytowym.
Po II wojnie światowej, od marca do maja 1945 powiat prudnicki znajdował się pod kontrolą radzieckiej komendantury wojskowej. 11 maja 1945 polska administracja przejęła władzę cywilną w powiecie prudnickim. Wówczas w Piorunkowicach została osiedlona część polskich repatriantów z Kresów Wschodnich. Niemieckojęzyczna ludność została wysiedlona na zachód.
W latach 1945–1950 Piorunkowice należały do województwa śląskiego, a od 1950 do województwa opolskiego. W latach 1945–1954 wieś należała do gminy Rudziczka, a w latach 1954–1972 do gromady Rudziczka.

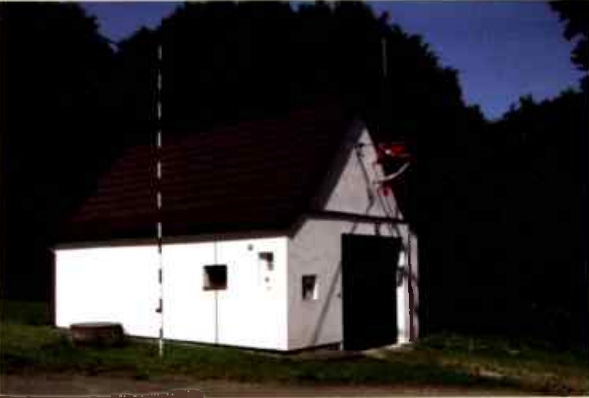
Remiza OSP

Po 1945 w dworze w Piorunkowicach mieściła się siedziba Stadniny Koni, a w latach 70. Rolnicza Spółka Produkcyjna. 17 stycznia 1947 w Piorunkowicach została założona jednostka ochotniczej straży pożarnej. 15 maja 1999 oddano do użytku nową remizę ochotniczej straży pożarnej. W 2002 Piorunkowice przystąpiły do Programu Odnowy Wsi Opolskiej.
W latach 70. XX wieku powstał plan utworzenia zbiornika wodnego na Ścinawie Niemodlińskiej między Piorunkowicami, Ścinawą Małą, Ścinawą Nyską, i lasem koło Rudziczki. W 2018 podjęto ponowne starania realizacji planu. W 2020 gminy Korfantów i Prudnik rozpoczęły współpracę w sprawie ujęcia budowy zbiornika ścinawsko-piorunkowickiego w rządowym programie przeciwdziałania niedoborowi wody.

## Mieszkańcy
Miejscowość zamieszkiwana jest przez ludność napływową, przybyłą na Śląsk z Kresów Wschodnich po 1945 w wyniku przymusowych przesiedleń ludności polskiej.

### Liczba mieszkańców wsi
- 1793 – 185[32]
- 1861 – 437[33]
- 1871 – 407[34]
- 1885 – 394[35]
- 1905 – 316[36]
- 1910 – 302[37]
- 1933 – 301[38]
- 1939 – 273[38]
- 1966 – 255[39]
- 1998 – 254[6]
- 2002 – 224[6]
- 2009 – 213[6]
- 2011 – 206[6]
- 2013 – 211[40]

## Zabytki
Do wojewódzkiego rejestru zabytków wpisane są:
- ruina zamku, z XV w.
- zespół dworski, z XVII–XIX w.:
  - pałac
  - park.

Zgodnie z gminną ewidencją zabytków w Piorunkowicach chronione są ponadto:
- układ ruralistyczny wsi
- kościół św. Michała Archanioła
- cmentarz

## Gospodarka
Indywidualni rolnicy uprawiają głównie zboża, rzepak i buraki cukrowe.
Piorunkowice wraz z całą gminą Prudnik podlegają pod inspektorat ZUS w Prudniku.

## Transport

### Transport drogowy
Przez Piorunkowice przebiega droga krajowa
- Nysa – Prudnik – granica z Czechami w Trzebinie

W zarządzie Wydziału Drogownictwa Starostwa Powiatowego w Prudniku znajduje się droga powiatowa nr 1642O relacji Piorunkowice – DK41.

### Transport autobusowy

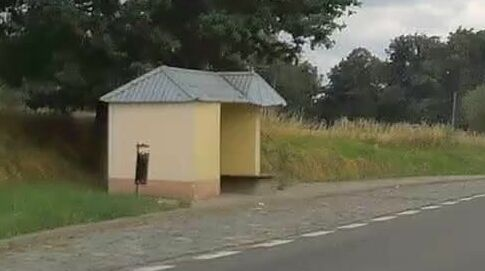
Przystanek autobusowy

Piorunkowice posiadają połączenia autobusowe z Mieszkowicami, Nysą, Prudnikiem, Przydrożem Małym, Rudziczką, Ścinawą Małą. We wsi znajdują się cztery przystanki autobusowe – „Piorunkowice 01”, „Piorunkowice 02”, „Skrz”, „Skrz. DK 41”.
Transport autobusowy w Piorunkowicach obsługiwany był przez PKS Prudnik. W 2004 prudnicki PKS został sprywatyzowany z udziałem Connex Polska. W 2008, w wyniku połączenia spółek PKS Connex Prudnik i PKS Connex Kędzierzyn-Koźle, utworzona została spółka Veolia Transport Opolszczyzna, w 2013 przejęta przez Arriva Bus Transport Polska. W 2019 Arriva wycofała się z Prudnika. Wówczas organizacją przewozów pasażerskich w Piorunkowicach i okolicy zajęły się ościenne PKS-y. W grudniu 2021 powołano Powiatowo-Gminny Związek Transportu „Pogranicze”, mający na celu poprawę jakości transportu.

## Kultura
We wsi znajduje się Wiejski Dom Kultury, który wchodzi w skład Prudnickiego Ośrodka Kultury.

## Religia

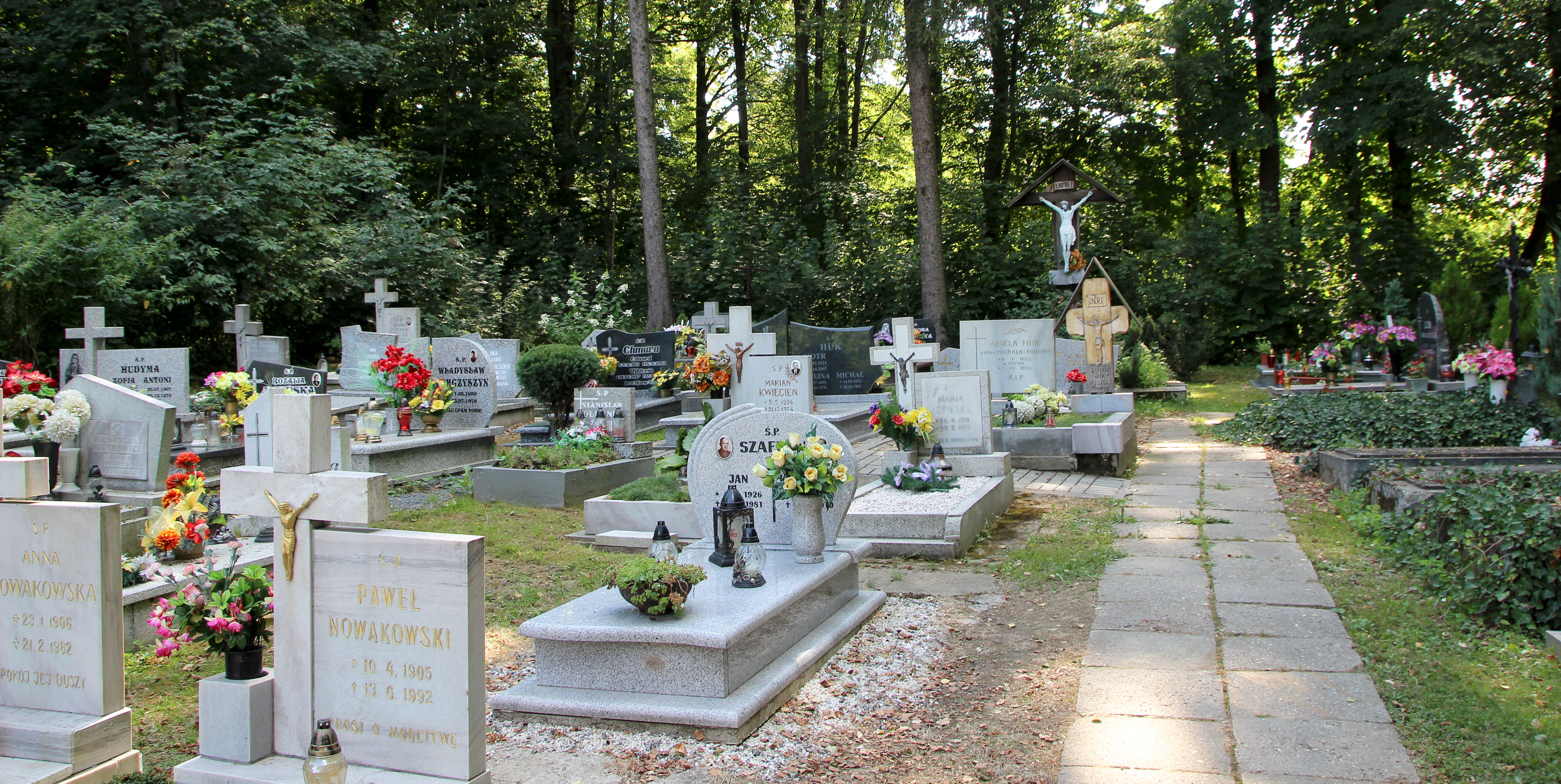
Cmentarz w Piorunkowicach

W Piorunkowicach znajduje się katolicki kościół św. Michała Archanioła, który należy do parafii Trójcy Świętej w Rudziczce (dekanat Prudnik). Wieś posiada swój cmentarz.

## Turystyka
Oddział PTTK „Sudetów Wschodnich” w Prudniku ustanowił turystyczną Odznakę Krajoznawczą Ziemi Prudnickiej, którą zdobywa się poprzez zwiedzenie odpowiedniej liczby obiektów w miejscowościach położonych na ziemi prudnickiej, w tym w Piorunkowicach.

## Bezpieczeństwo
W zakresie ochrony przeciwpożarowej oraz innych miejscowych zagrożeń w Piorunkowicach działa jednostka Ochotniczej Straży Pożarnej, zrzeszona w Związku Ochotniczych Straży Pożarnych RP w Prudniku. Jednostka OSP została założona 17 stycznia 1947.
Miejscowość jest pod opieką dzielnicowego rejonu służbowego nr 7 Komendy Powiatowej Policji w Prudniku.
Teren wsi, jak i całej gminy Prudnik, położony jest w strefie nadgranicznej w związku z czym Straż Graniczna dysponuje, na tym obszarze, specjalnymi kompetencjami w zakresie bezpieczeństwa. Gminę Prudnik obejmuje zasięgiem służbowym placówka Straży Granicznej w Opolu ze Śląskiego Oddziału SG.